# Alaquines
Alaquines é um município do estado de San Luis Potosí, no México.